# Józef Iwiański

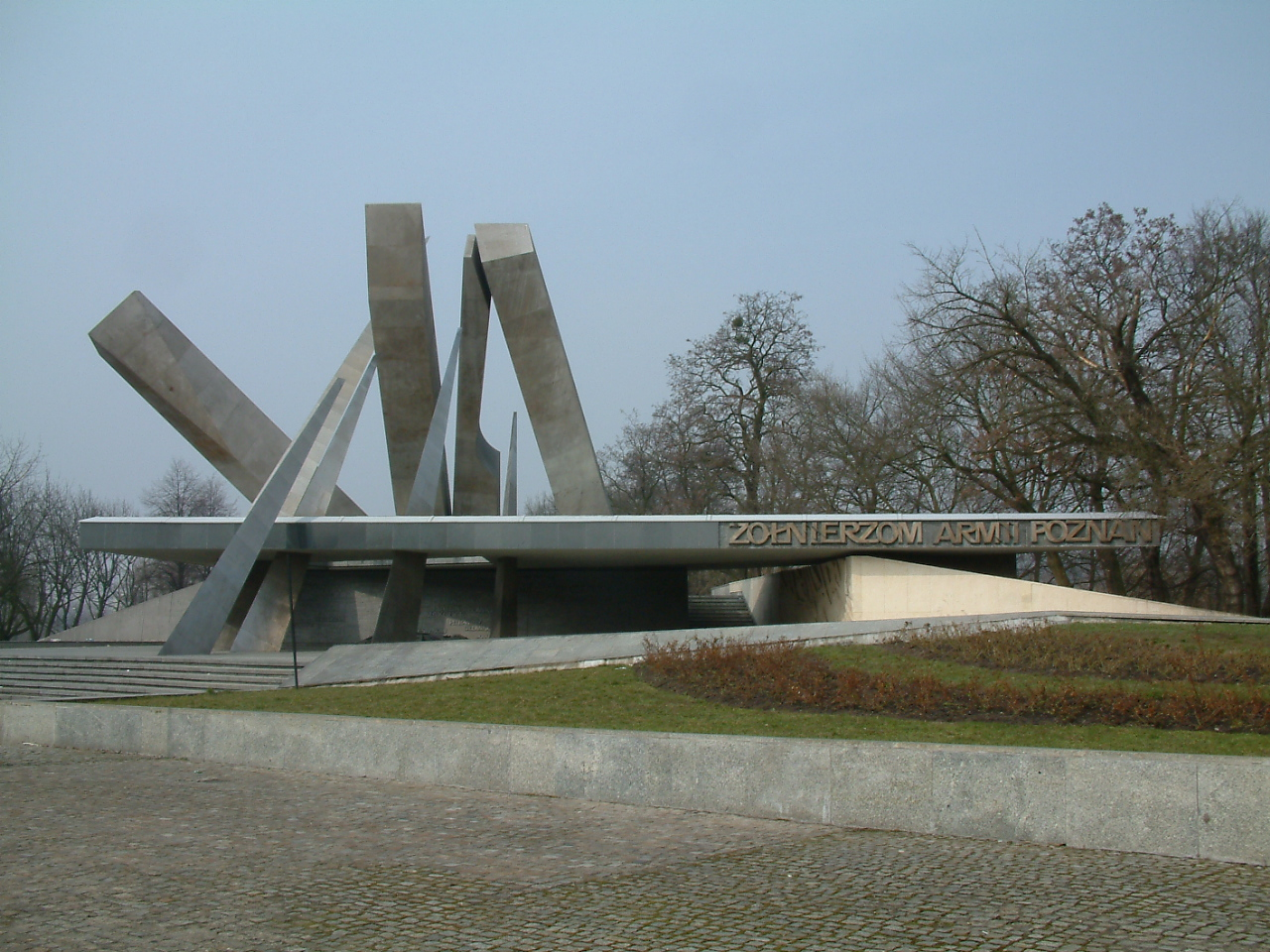
Pomnik Armii Poznań

Józef Ludwik Iwiański (także Ibiański, ur. 15 stycznia 1931 w Poznaniu) – polski architekt.

## Życiorys
Urodzony w rodzinie nauczyciela – Mariana i Anny z domu Wallner. W 1939 ukończył dwie klasy szkoły powszechnej. Naukę kontynuował na tajnych kompletach w czasie okupacji hitlerowskiej. W 1945 rozpoczął naukę w gimnazjum Gotthilfa Bergera w Poznaniu. W latach 1945–1947 był członkiem Czarnej Trzynastki. Od 1947 przynależał do Związku Walki Młodych. W 1948 przeniósł się do Liceum Marii Magdaleny (matura w 1950). W tym samym roku rozpoczął naukę na Wydziale Architektury Szkoły Inżynierskiej. W 1954 uzyskał dyplom architekta. Od 1 marca tego roku pracował w Biurze Projektowo-Badawczym Budownictwa Ogólnego Miastoprojekt, gdzie doszedł do stanowiska kierownika zespołu autorskiego. Realizował wówczas obiekty budownictwa plombowego, osiedlowego oraz towarzyszącego w Poznaniu i na terenie województw: poznańskiego, leszczyńskiego, konińskiego i kaliskiego. Zajmował się również rewaloryzacją zabytkowych układów urbanistycznych. W 1961 wstąpił do PZPR. W latach 1969–1979 był II sekretarzem organizacji partyjnej w Miastoprojekcie. W latach 1965–1966 studiował na Wieczorowym Uniwersytecie Marksizmu-Leninizmu. Uhonorowany m.in. Srebrnym i Złotym Krzyżem Zasługi, Srebrną Odznaką Brygady Pracy Socjalistycznej XX-lecia PRL, Odznaką Honorową Miasta Poznania, Złotym Medalem Opiekuna Miejsc Pamięci Narodowej, Krzyżem Kawalerskim i Komandorskim Orderu Świętego Stanisława BM, Krzyżem Rycerskim I klasy ze Złotą Gwiazdą Unii Polskich Ugrupowań Monarchistycznych, Srebrnym Medalem Labor Omnia Vincit Towarzystwa im. Hipolita Cegielskiego i Medalem XL-lecia PRL. Był rzeczoznawcą Stowarzyszenia Architektów Polskich. Na emeryturze poświęcił się badaniom heraldycznym.

## Osiągnięcia
Do jego największych osiągnięć zawodowych należało: 
- opracowanie projektu i realizacja odbudowy Piły,
- realizacja zespołu handlowo-mieszkaniowego przy ul. Grunwaldzkiej 29-35 w Poznaniu (1965, w zespole)[3],
- rewaloryzacja zabytkowego układu (i niektórych obiektów) w Gnieźnie (Stare Miasto, 1983) i Koninie,
- realizacja pomnika Armii Poznań (wespół z małżonką – Anną Rodzińską),
- konkursy architektoniczne na pomniki w Poznaniu, Bydgoszczy i Głogowie (z Anną Rodzińską)[2].

## Życie osobiste
Od 1963 w związku małżeńskim z Anną Rodzińską.